# Đa Minh Mạo
Đa Minh Mạo tên đầy đủ là Nguyễn Đức Mạo là một hương quản hay phó lý tử vì đạo dưới triều vua Tự Đức, được Giáo hội Công giáo Rôma phong Hiển Thánh vào năm 1988.
Ông sinh năm 1818 tại thôn Phú Yên, làng Ngọc Cục, phủ Xuân Trường, tỉnh Nam Định (nay thuộc giáo xứ Ngọc Tiên, xã Xuân Ngọc, huyện Xuân Trường, tỉnh Nam Định, thuộc Giáo phận Bùi Chu). Ông giữ chức phó lý (hương quản), có trách nhiệm bảo vệ an ninh trật tự trong làng xã. Ngày 14 tháng 9 năm 1861, quan phủ Xuân Trường bắt phải bỏ đạo, đạp lên Thánh Giá nhưng ông từ chối nên theo lệnh phân sáp, ông bị khắc vào một bên má chữ "tả đạo", má bên kia là tên làng "Ngọc Cục" và đày sang làng Bạch Cốc (không đi đạo), huyện Vụ Bản, trong tỉnh Nam Định. Ngày 15 tháng 6 năm 1862, một lần nữa quan yêu cầu ông đạp lên Thánh Giá, ông vẫn từ chối mặc cho bị phơi nắng. Ngày hôm sau, ông bị xử trảm tại pháp trường Bạch Cốc (Bảy Mẫu, Nam Định). Thi thể được an táng trong nhà thờ Phú Yên.